# Воробьёв, Пётр Егорович
Пётр Егорович Воробьёв (1908—1984) — участник Великой Отечественной войны, командир отделения 718-го стрелкового полка 139-й стрелковой дивизии 50-й армии 2-го Белорусского фронта, сержант. Герой Советского Союза.

## Биография
Родился 25 июня (8 июля по новому стилю) 1908 года в дер. Танькино Российской империи, ныне Кукморского района Татарстана, в семье крестьянина. Русский.
Образование начальное. Работал в сельском хозяйстве, с 1930 — председателем колхоза.
В Красной Армии с июня 1941 года. В действующей армии с августа этого же года.
Отделение 718-го стрелкового полка, которым командовал сержант Пётр Воробьёв, 24 июня 1944 года под огнём противника переправилось через реку Проня, ворвалось в траншею противника, уничтожило несколько фашистов и пулемёт. 26 июня отделение вышло к реке Бася в районе г. Чаусы (Могилёвская область), ликвидировало охрану моста, предотвратило его взрыв и огнём способствовало переправе батальона. 27 июня оно одним из первых форсировало Днепр южнее г. Могилёва и уничтожило группу фашистов, которая вела огонь по переправляющимся подразделениям полка.
После войны П. Е. Воробьев жил в родной деревне, продолжил работу председателем колхоза.
Умер в 25 сентября 1985 года. Похоронен в родном селе.

## Награды
- Звание Героя Советского Союза присвоено 24 марта 1945 года.
- Награждён орденами Ленина, Отечественной войны 1-й степени, Славы 3-й степени и медалями.

## Память
- Имя Героя вошло в Биобиблиографический словарь — Герои кряшенского народа; составитель: И. Р. Саттарова, научный редактор: Т. Г. Дунаева. Казань. 2010.